# إليزا مكارتني
إليزا مكارتني (بالإنجليزية: Eliza McCartney) (ولدت في 11 ديسمبر 1996) لاعبة أولمبية نيوزيلندية في قفز بالزانة يعتبر أفضل انجازاتها الشخصية تحقيقها الميدالية البرونزية في دورة الألعاب الأولمبية الصيفية 2016

## روابط خارجية
- إليزا مكارتني على موقع الاتحاد الدولي لألعاب القوى (الإنجليزية)
- إليزا مكارتني على موقع الدوري الماسي (الإنجليزية)
- إليزا مكارتني على موقع اللجنة الأولمبية الدولية (الإنجليزية)
- إليزا مكارتني على موقع أوليمبيديا (الإنجليزية)
- إليزا مكارتني على موقع اللجنة الأولمبية النيوزيلندية (الإنجليزية)